# 日本國鐵DD40型柴油機車
DD40型柴油机车（日语：DD40形ディーゼル機関車）是日本國有鐵道的液力傳動柴油機車車型之一，由新三菱重工业于1954年设计制造。该型机车属于实验性车型，仅试制了一台并未投入批量生产。

## 开发背景
1950年代初，受到美国和联邦德国大力推动牵引动力内燃化改革的影响，日本国有铁道也开始计划非电气化干线的牵引动力现代化。随着旧金山和平条约的签订，日本在1952年完成了从统制经济到市场经济的转变，正式结束了石油制品统制制度，日本国铁随即恢复新型柴油机车的研制工作。在国铁柴油机车处于开发和摸索阶段的1950年代，日本国内的铁路机车制造商先后试制了一系列原型车，日本国铁并与制造商订立了车辆贷借契约，以租借的名义将这些原型车纳入国铁车辆编制及进行试验，1954年研制成功的DD40型柴油机车即为其中之一。

## 运用历史
1956年5月，日本国铁从新三菱重工业借入DD40 1号机车，并配属梅小路机关区担当调车任务。1960年5月，这台机车转配属吹田第一机关区，担当福知山線（尼崎港线）的调车及小运转任务。1960年，改称为DD92型柴油机车。1962年3月，车辆贷借契约完结后，DD92 1号机车返回新三菱重工业，作为三原制作所的厂内调车机车，后来被报废解体。

## 技术特点
DD40型柴油机车是由新三菱重工业自行开发研制的液力传动调车柴油机车，采用单端司机室和外走廊结构的罩式车体，机车轴式为B-B。机车装用一台新三菱重工制造的6LDA22型柴油机，由瑞士苏尔寿公司转让技术及授权生产。6LDA22型柴油机是一种四冲程、直列式、六气缸的水冷式中速柴油机，气缸直径为220毫米，活塞行程为290毫米，额定功率为665马力（496千瓦），额定转速为每分钟900转。传动装置使用新三菱重工业神户造船所研制的MTV332型液力变速箱，并具有二级齿轮比切换的工况齿轮机构。